# ژان-ماری میشل
ژان-ماری میشل (فرانسوی: Jean-Marie Michel‎؛ زادهٔ ۲۸ آوریل ۱۹۵۵) دوچرخه‌سوار اهل فرانسه است.